# Patty Duke
Patty Duke, rodným jménem Anna Marie Duke, (14. prosince 1946 – 29. března 2016) byla americká herečka.
Pochází z New Yorku, svou kariéru zahájila již v dětství, vystupovala například v nekonečném seriálu The Brighter Day. Za svou roli ve filmu Divotvůrkyně (1962) získala Oscara, jako šestnáctiletá se tehdy stala nejmladší držitelkou ceny. Divotvůrkyně je adaptací hry Williama Gibsona, v níž vystupovala na Broadwayi již od roku 1959. Za hlavní roli ve filmu Já, Natálie (1969) získala Zlatý glóbus. Rovněž je držitelkou několika cen Primetime Emmy.
V letech 1963 až 1966 měla vlastní seriál na stanici ABC, The Patty Duke Show.
V letech 1985 až 1988 stála v čele odborové organizace Screen Actors Guild. V roce 1987 vydala autobiografickou knihu Call Me Anna, později vydala ještě dvě knihy, Brilliant Madness: Living with Manic Depressive Illness (1992) a In the Presence of Greatness: My Sixty Year Journey as an Actress (2018).
V roce 2004 ji byla přidělena hvězda na Hollywoodském chodníku slávy. Byla čtyřikrát vdaná, mj. za režiséra Harryho Falka (1965–1969) a herce Johna Astina (1972–1985). Její synové Sean a Mackenzie jsou herci.